# 사회보장법
사회보장법은 사회정책의 기능을 수행하는 모든 법들을 말한다.  사회적 위험이 발생하는 생활영역을 규율하는 법률을 통하여 문제를 해결하는 방법은 한계가 있기 때문에 개인의 사회적 위험을 보호하는 것을 1차적인 입법목적으로 하는 법 영역을 창설하여 문제를 해결하는 방법이 고안되었고 이것이 사회보장법이다. 사회보장법은 헌법, 민법, 행정법, 노동법, 소송법 등 다양한 법 영역이 교차한다.

## 사회보장기본법
한국에는 사회보장기본법이 사회보장에 대한 정의를 하고 있다.

## 체계
사회적 위험을 보호하기 위한 급여의 원인관계 및 입법목적을 기준으로 사회보장법을 분류하면 사회보험법체계, 사회보상법체계, 공공부조법체계 및 사회복지관련법체계로 나눌 수 있다.

## 같이 보기
- 사회보장

## 참고 문헌
이흥재, 전광석, 박지순, 로스쿨 사회보장법, 2010.